# Glisy
Glisy é uma comuna francesa na região administrativa de Altos da França, no departamento de Somme. Estende-se por uma área de 5,55 km². Em 2010 a comuna tinha 800 habitantes (densidade: 144,1 hab./km²).